# 조선민주주의인민공화국의 신문 목록
다음은 현재 조선민주주의인민공화국에서 발간되는 신문의 목록이다. 조선민주주의인민공화국에는 12개의 주요 신문이 있다..

## 목록

### 일반
- 체육신문[2]
- 철도신문[3]
- 청년전위[4]
- 조선인민군[5]
- 조선뉴스써비스 (조선통신)[6]
- 교원신문[3]
- 민주조선[7]
- 농업근로자[3]
- 로동청년[3]
- 로동신문은 많은 문제에 대한 공식적인 조선민주주의인민공화국 견해의 원천으로 여겨졌다. 한국어와 영어가 있다.[8]
- 로동자신문, 조선직업총동맹의 조직이다.[9]
- 교원신문, 조선민주주의인민공화국 교육성의 공식 교원 및 교사 노조다.[10]
- 새날신문[11]
- 인민조선

### 도시 - 지방 일간지
- 개성신문[9]
- 강원일보[9]
- 함북일보[9]
- 함남일보[9]
- 황북일보[9]
- 자강일보[9]
- 평북일보[9]
- 평남일보[9]
- 평양신문[9]

- 평양 타임스

- 량강일보[9]
- 황남일보[9]

### 해외에 게시됨
- 조선신보
- 민족신보[12]
- 림진강 (비공식, 개인 출판)

## 같이 보기
- 조선민주주의인민공화국의 잡지 목록
- 조선민주주의인민공화국의 언론